# HeLa

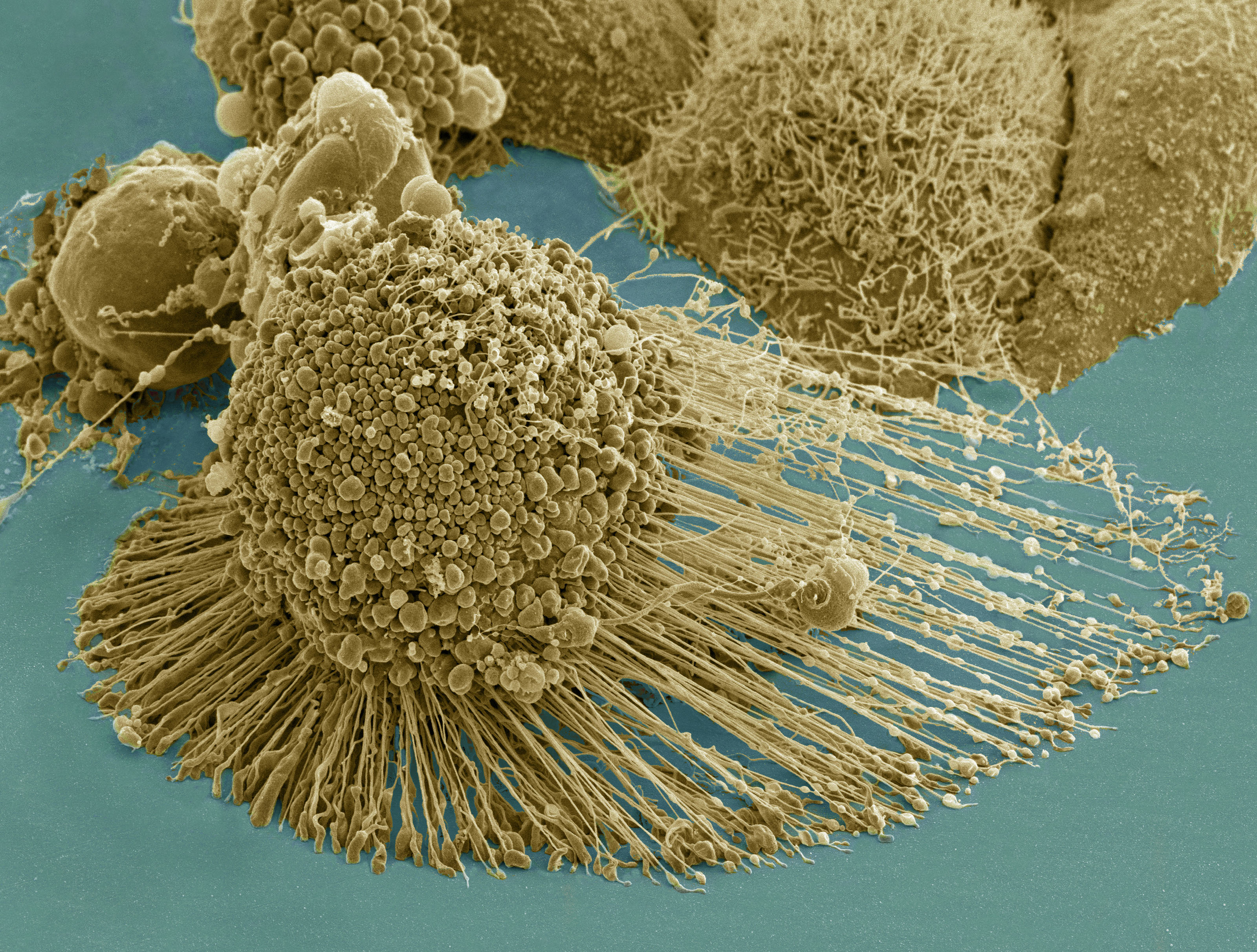
Ảnh chụp vi điện tử quét của tế bào HeLa apoptotic. Zeiss Merlin HR-SEM.

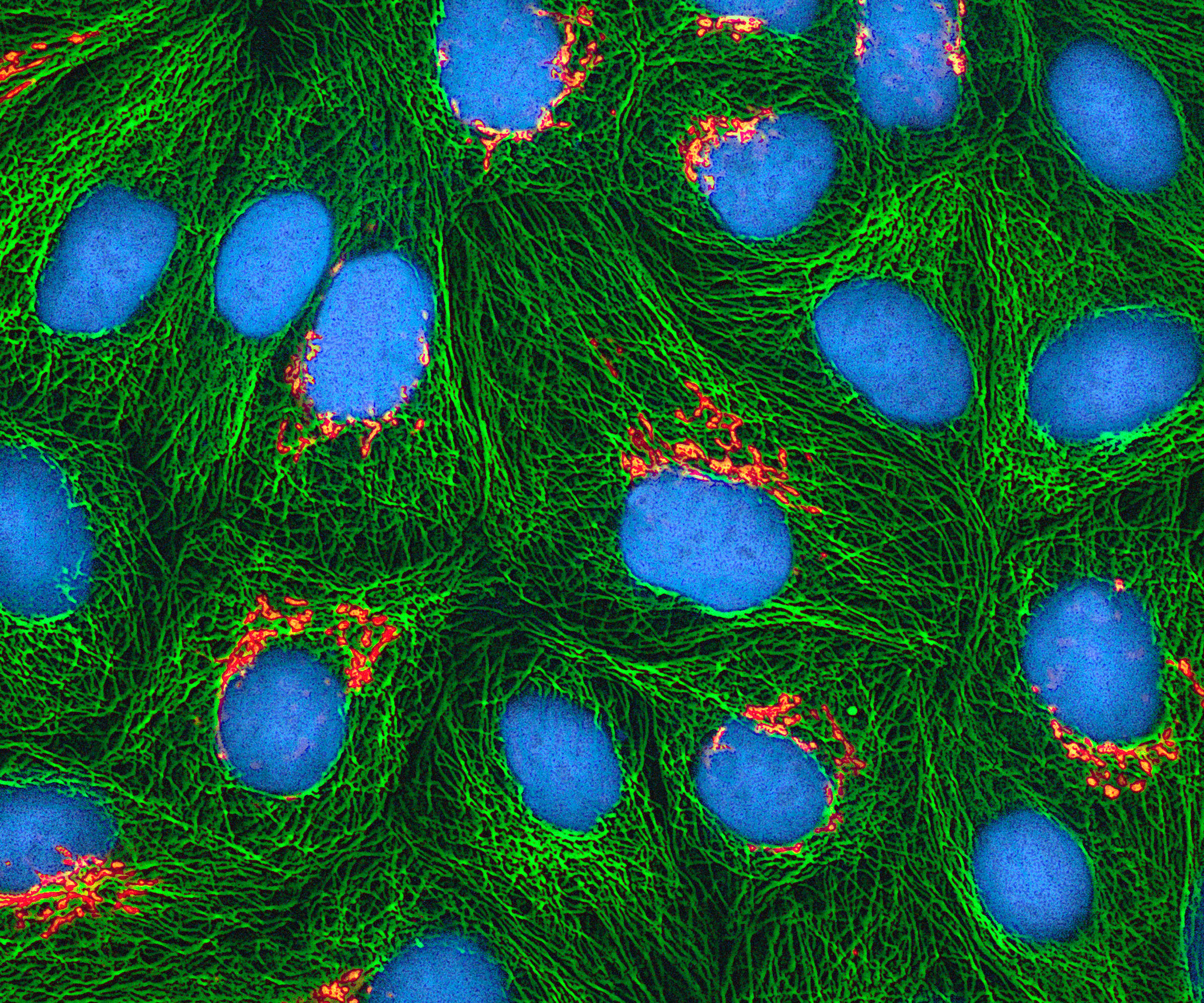
Hình ảnh huỳnh quang đa photon của các tế bào HeLa được nuôi cấy với protein huỳnh quang hướng tới bộ máy Golgi (màu cam), vi ống (màu xanh lá cây) và nhuộm màu đối với DNA (màu lục lam). Kính hiển vi quét laser tùy chỉnh Nikon RTS2000MP.

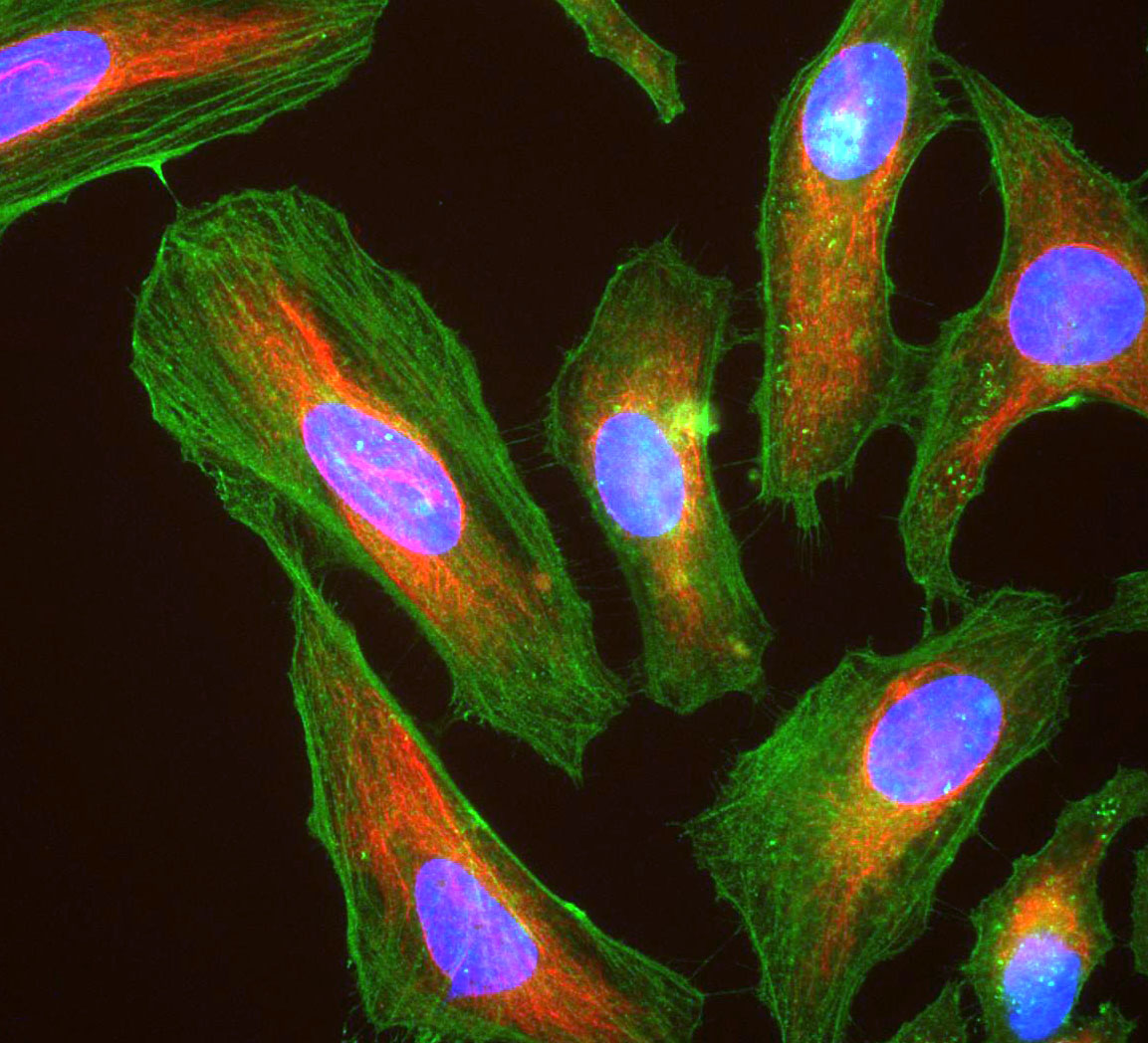
Hình ảnh Miễn dịch huỳnh quang của tế bào HeLa được nuôi cấy trong nuôi cấy mô và nhuộm bằng kháng thể kháng sợi actin màu xanh lá cây, vimentin màu đỏ và DNA màu xanh lam

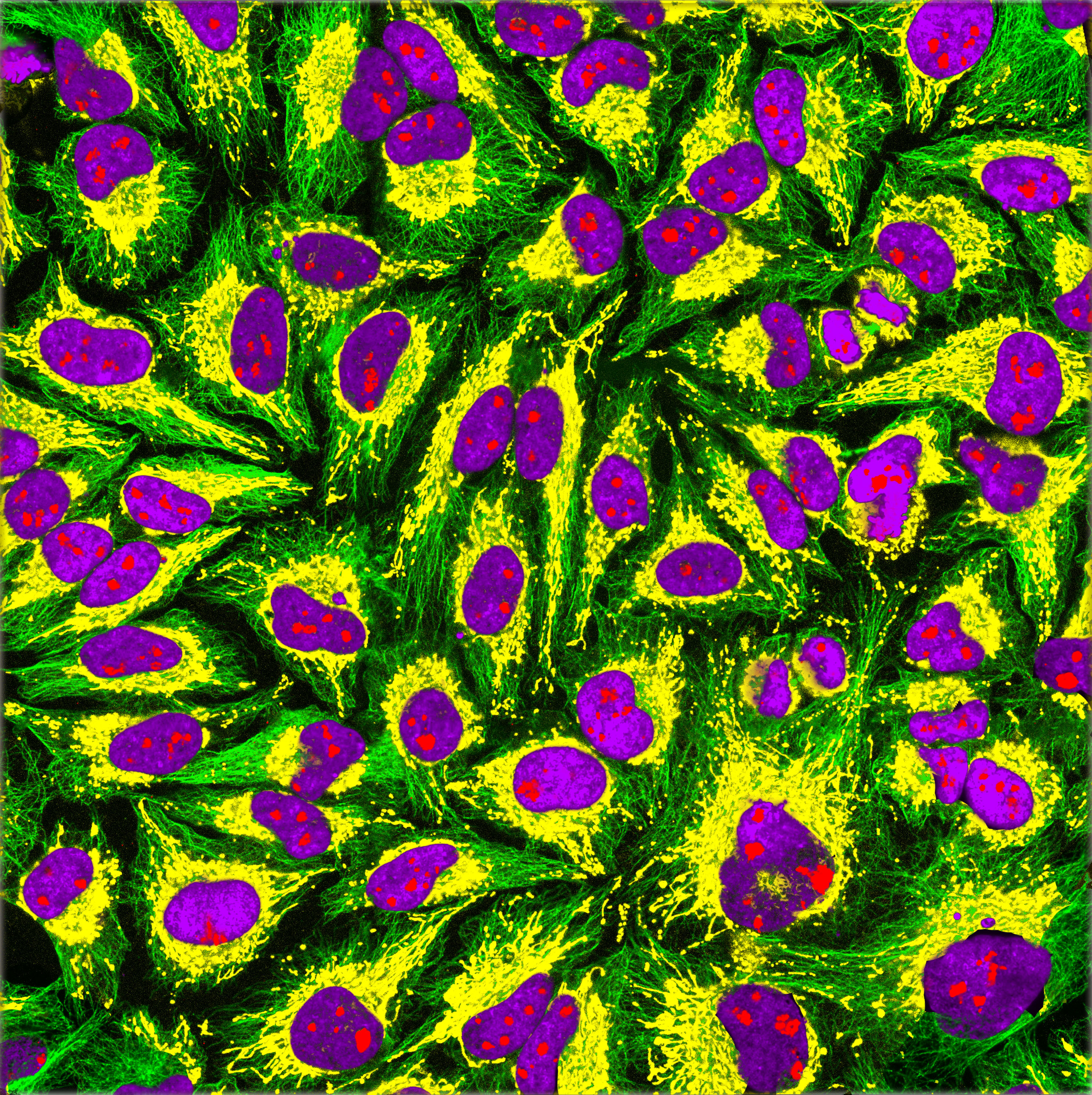
Miễn dịch huỳnh quang của tế bào HeLa hiển thị vi ống màu xanh lá cây, ty thể màu vàng, Nhân con màu đỏ và DNA hạt nhân màu tím

HeLa (/ˈhiːlɑː/; cũng được gọi là Hela hoặc hela) là một dòng tế bào bất tử được sử dụng trong nghiên cứu khoa học. Đây là dòng tế bào lâu đời nhất và được sử dụng phổ biến nhất ở người. Dòng này có nguồn gốc từ các tế bào ung thư cổ tử cung được lấy ra vào ngày 8 tháng 2 năm 1951, từ Henrietta Lacks, một bà mẹ 31 tuổi người Mỹ gốc Phi có 5 đứa con, qua đời vì bệnh ung thư vào ngày 4 tháng 10 năm 1951, và dòng tế bào này được đặt theo tên của Henrietta Lacks bằng cách lấy 2 ký tự đầu của tên riêng kết hợp với 2 ký tự đầu của họ mà tạo thành - HeLa. Dòng tế bào này được phát hiện là có độ bền và khả năng sinh sản đáng kể, cho phép nó được sử dụng rộng rãi trong nghiên cứu khoa học.
Các tế bào từ khối u ung thư cổ tử cung của Lacks đã được lấy đi mà cô không hề hay biết, đây là thông lệ ở Hoa Kỳ vào thời điểm đó. Nhà sinh học tế bào George Otto Gey phát hiện ra rằng chúng có thể được giữ sống và phát triển thành một dòng tế bào nếu được nuôi trong môi trường thích hợp. Trước đây, các tế bào được nuôi cấy từ các tế bào khác của con người sẽ chỉ tồn tại được vài ngày, nhưng các tế bào từ khối u của Lacks lại có thể sống và sinh sản không ngừng.

### Tranh cãi

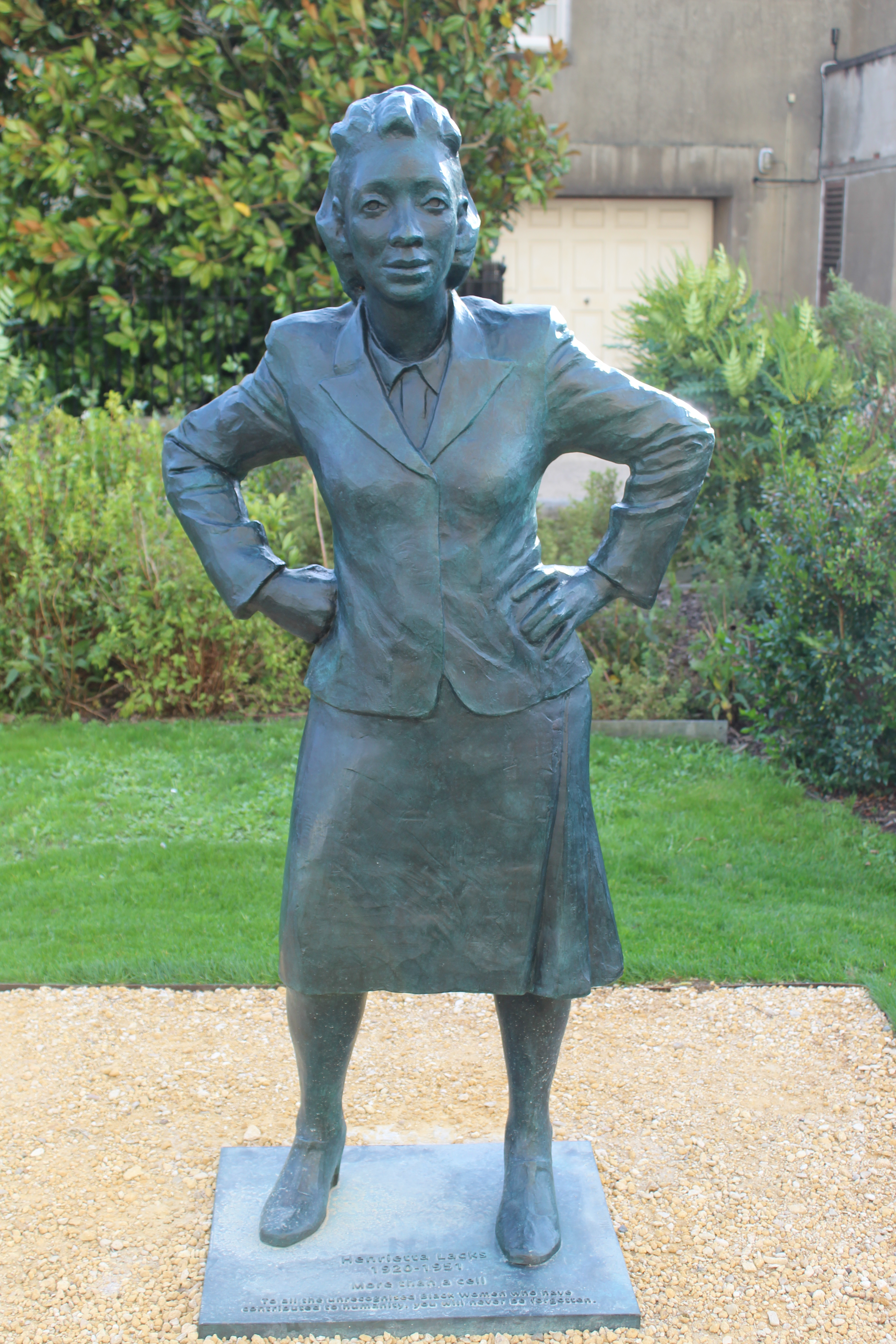
Tượng Henrietta Lacks được khánh thành vào tháng 10 năm 2021 tại Royal Fort House, Bristol

### Xóa bỏ bệnh bại liệt

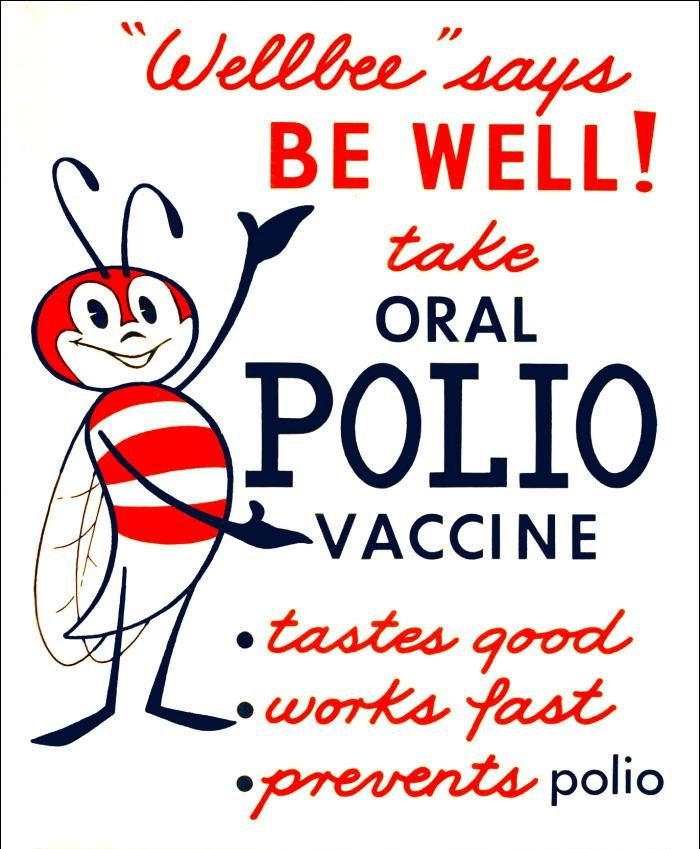
Tế bào HeLa đã đóng góp rất quan trọng trong việc tìm ra Vắc-xin Bại liệt - Áp phích năm 1963, khuyến khích công chúng dùng vắc-xin bại liệt qua đường uống.

## Đề xuất loài mới

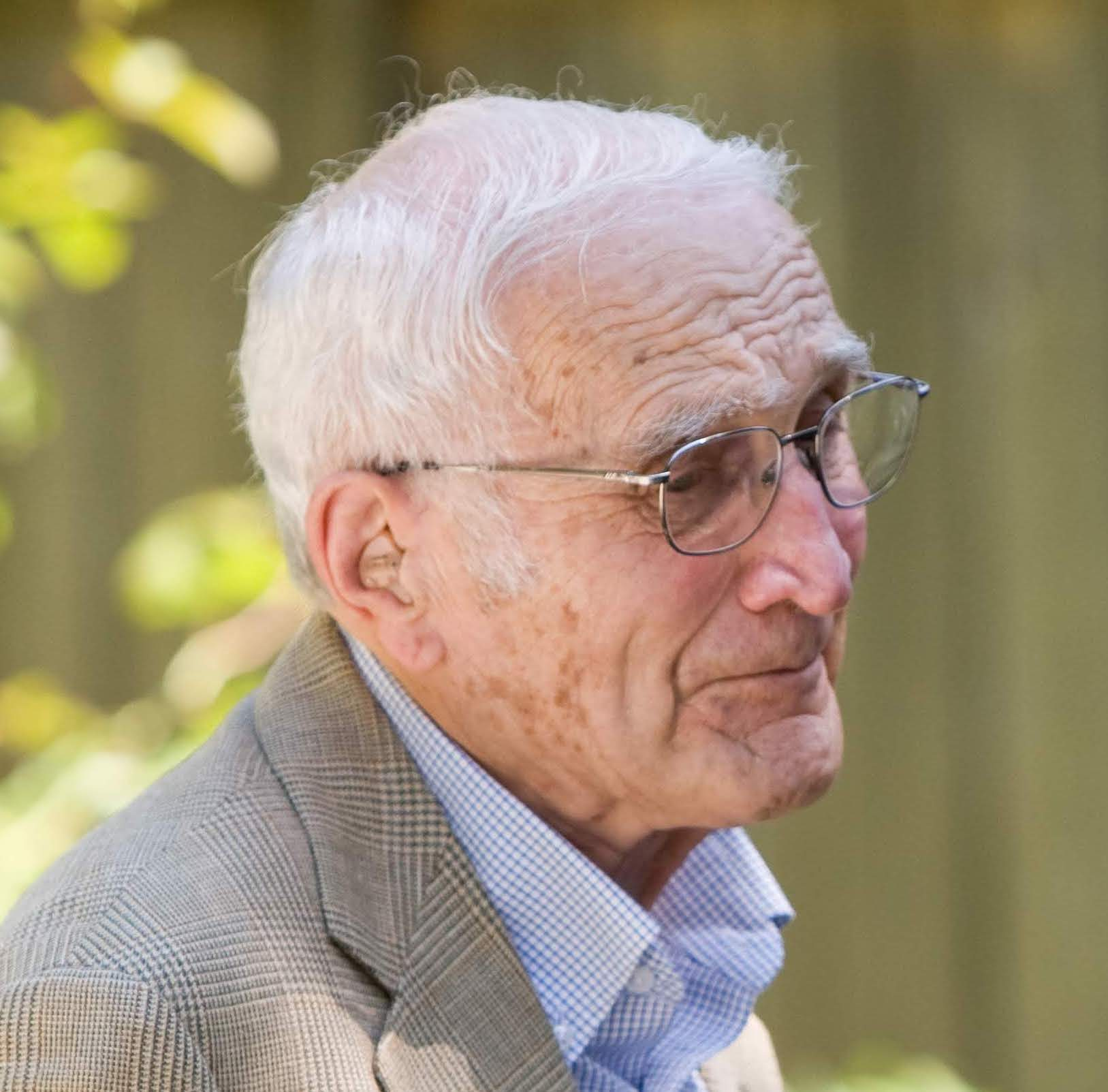
Leigh Van Valen lấy tên của nhà di truyền học Stanley Michael Gartler đặt làm danh pháp khoa học cho HeLa như một loài mới - "Helacyton gartleri"

## Hình ảnh

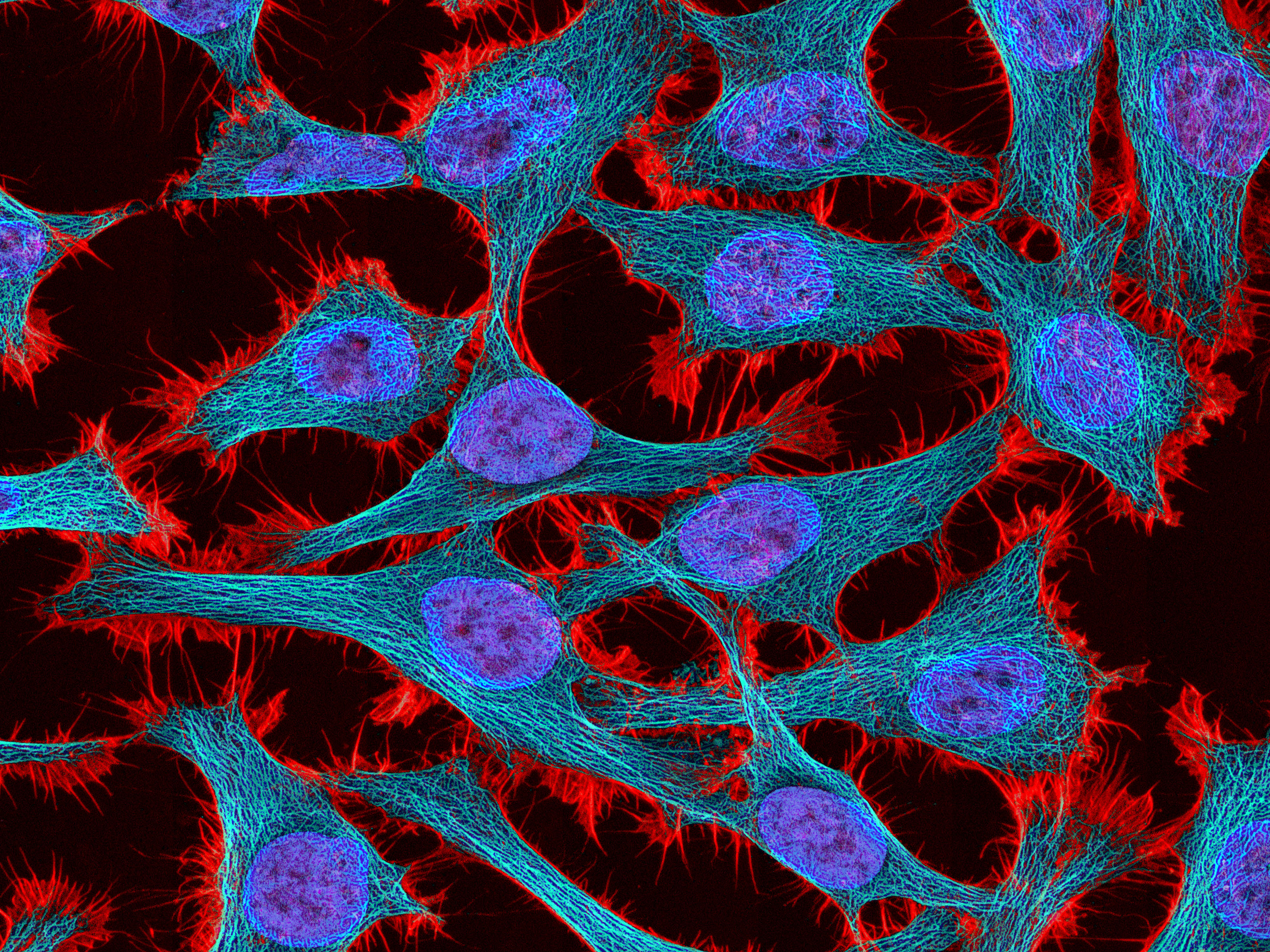
Hình ảnh huỳnh quang đa photon của các tế bào HeLa được nhuộm bằng phalloidin độc tố liên kết Actin (màu đỏ), vi ống (màu lục lam) và nhân tế bào (màu xanh). Kính hiển vi quét laser tùy chỉnh Nikon RTS2000MP.
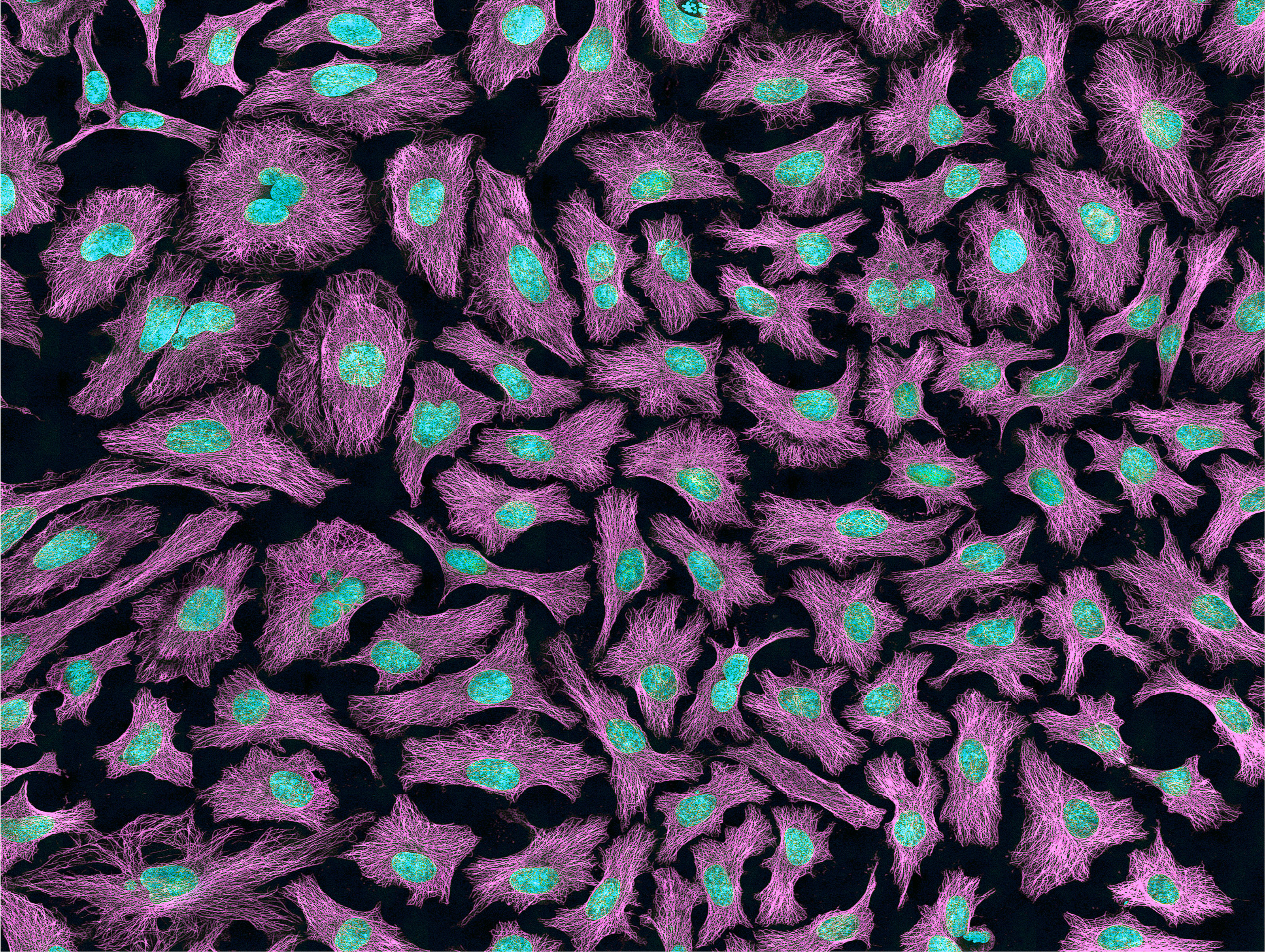
Hình ảnh huỳnh quang đa photon của tế bào HeLa với các vi ống tế bào (màu đỏ tươi) và DNA (màu lục lam). Kính hiển vi quét laser tùy chỉnh Nikon RTS2000MP..
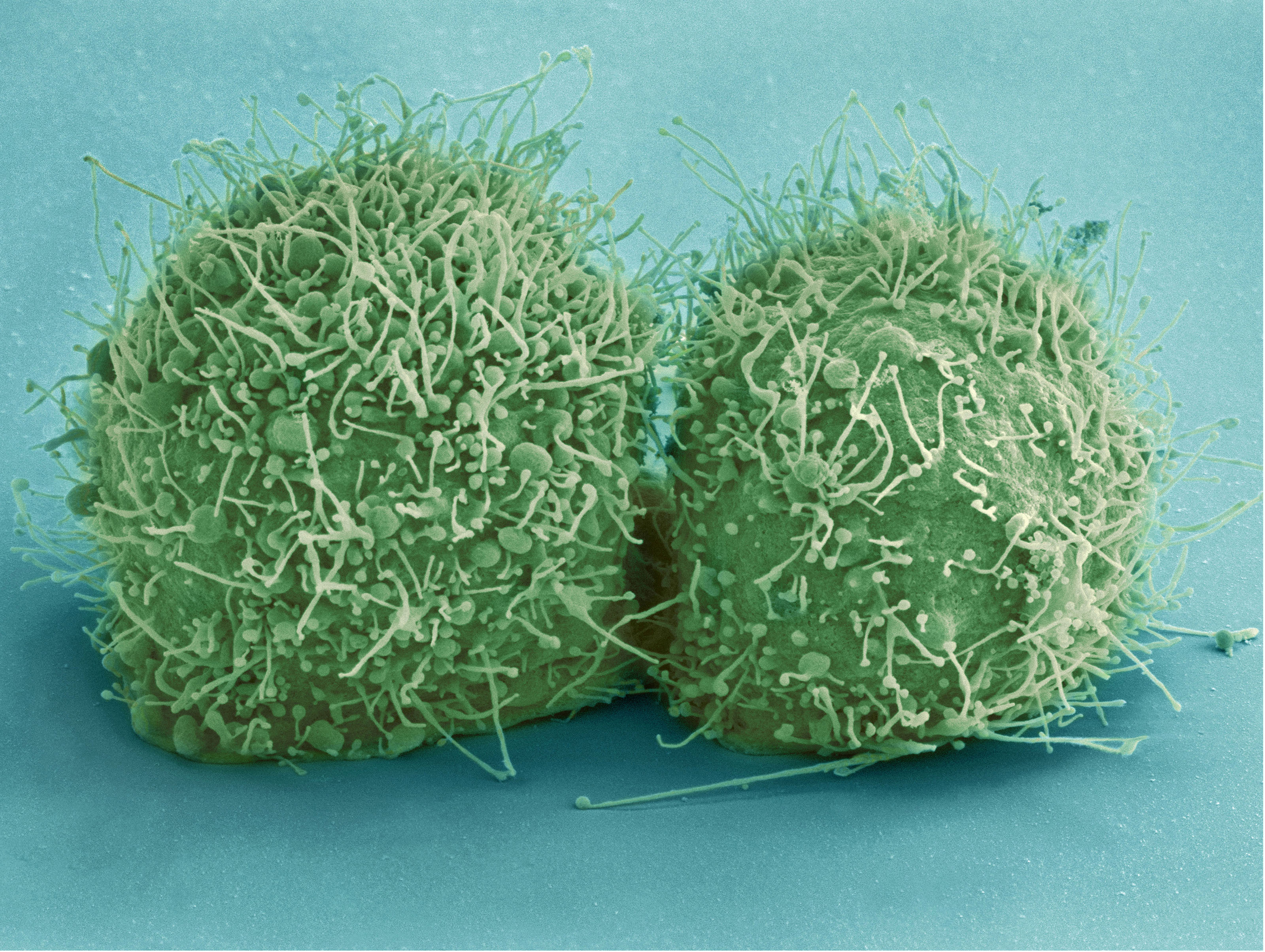
Ảnh hiển vi điện tử quét của các tế bào HeLa vừa phân chia. Zeiss Merlin HR-SEM.
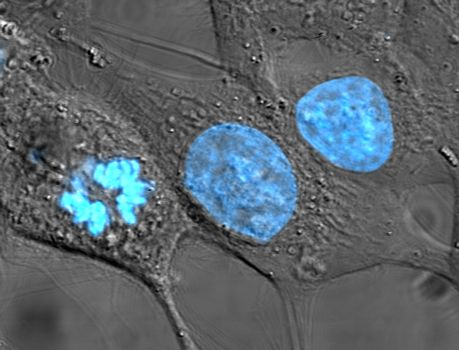
Các tế bào HeLa được nhuộm bằng Hoechst 33258
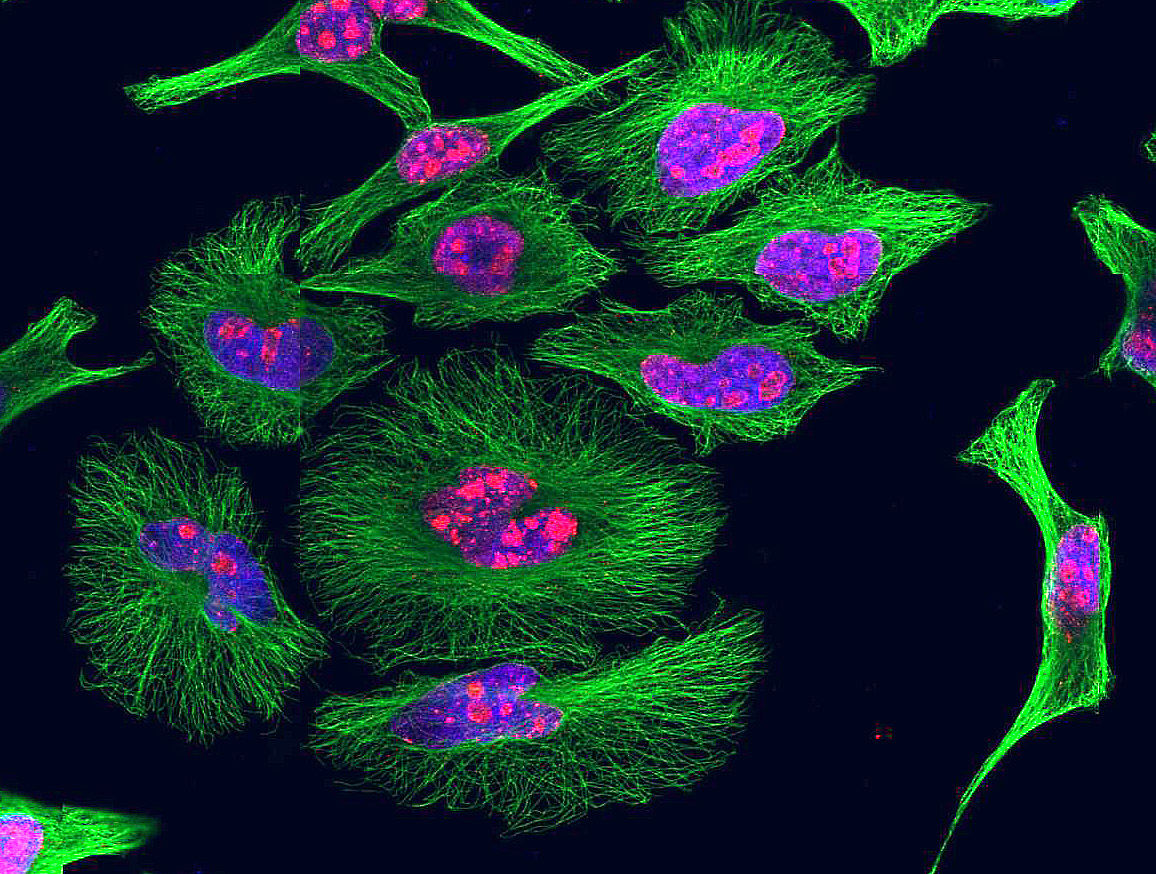
Các tế bào HeLa được nuôi cấy và nhuộm màu bằng kháng thể kháng tubulin (màu xanh lá cây), kháng thể kháng Ki-67 (màu đỏ) và thuốc nhuộm liên kết DNA màu xanh lam DAPI. Kháng thể tubulin thể hiện sự phân bố của vi ống và kháng thể Ki-67 được biểu hiện trong các tế bào sắp phân chia. Sự chuẩn bị, kháng thể và hình ảnh được cung cấp bởi EnCor Biotechnology.
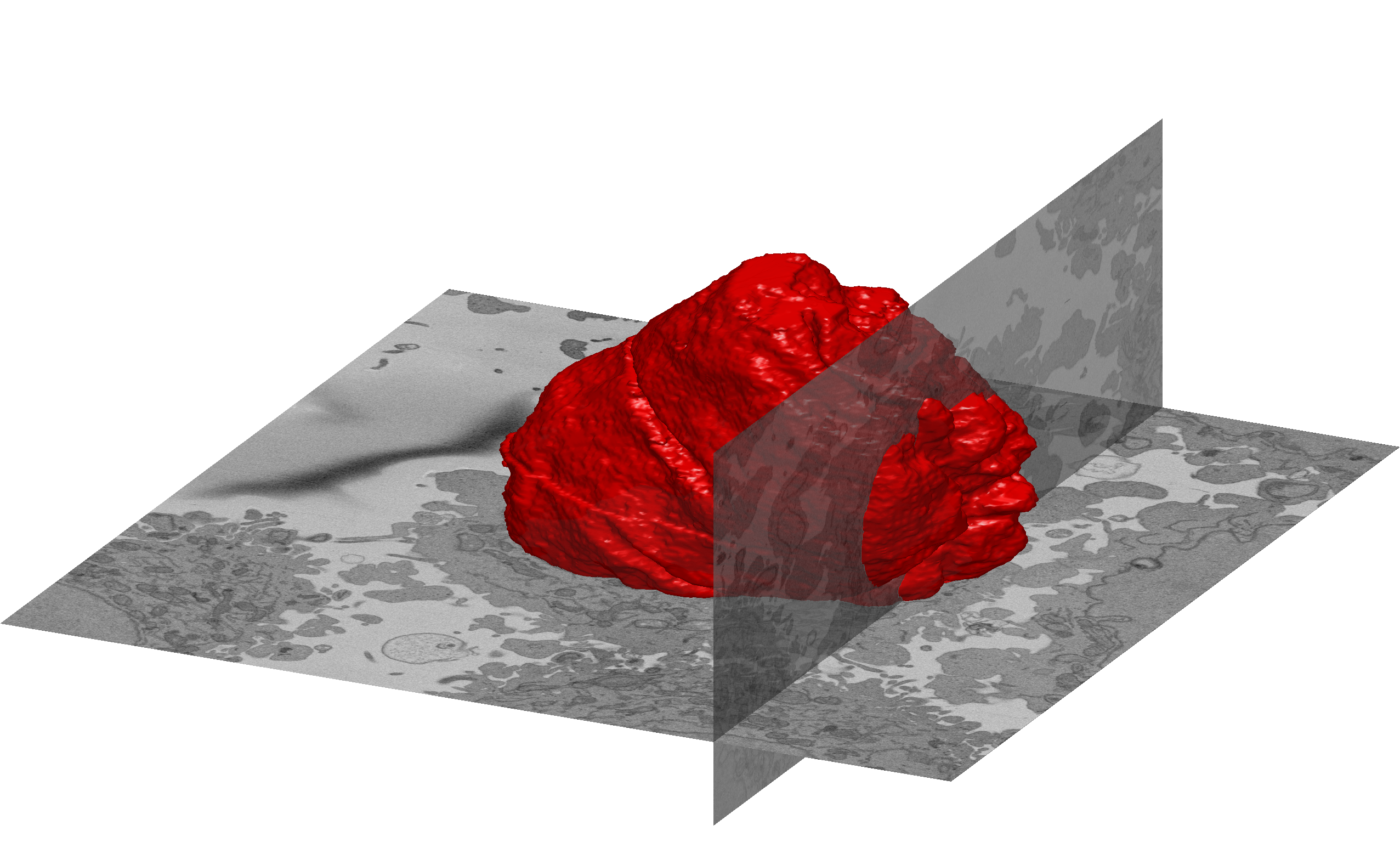
Một bề mặt thể tích hiển thị (màu đỏ) của Màng nhân của một tế bào HeLa. Tế bào được quan sát trong 300 lát kính hiển vi điện tử, lớp vỏ hạt nhân được tự động phân đoạn và hiển thị. Một lát dọc và một lát ngang được thêm vào để tham khảo.
Màng plasma và vỏ bọc hạt nhân của một tế bào Hela được hiển thị dưới dạng hiển thị bề mặt thể tích. Bên trái và giữa hiển thị màng plasma có màu xanh lam trong suốt và lớp vỏ hạt nhân có màu lục lam đậm. Bên phải hiển thị màng plasma không có độ trong suốt và góc nhìn giống như trung tâm. Các màng này đã được phân đoạn từ dữ liệu thu được bằng Kính hiển vi điện tử.

## Lịch sử